# Hooveria
Hooveria, rod gomoljastih geofita iz porodice šparogovki, dio je potporodice saburovki. Priznate su dvije vrste iz Kalifornije i poluotoka Baja California.
Rod je opisan u Phytoneuron 2018-67: 2 (2018).

## Povijest roda
Molekularne filogenetske analize pokazale su da Chlorogalum (sensu lato) (Agavaceae subf. Chlorogaloideae) obuhvaća više od jedne loze. Nedavno objavljena studija pokazala je da je Chlorogalum parafiletski, s dvije dobro poduprte klade koje su uzastopne sestrinske skupine ostatku Chlorogaloideae. Prvu čine tri vrste s večernjim cvjetanjem (Chlorogalum sensu stricto), a drugu dvije vrste koje cvjetaju danju. Dodatni morfološki i citološki dokazi neovisno podupiru prepoznavanje dviju loza. Hooveria, gen. nov., predlaže se za smještaj vrsta koje cvjetaju danju. Tri taksona su prebačena iz Chlorogalum u novi rod: Hooveria parviflora (S. Wats.) D.W. Taylor & D.J. Keil, comb. nov., H. purpurea (Brandeg.) D.W. Taylor & D.J. Keil, comb. nov., i H. purpurea var. reducta (Hoover) D.W. Taylor & D.J. Keil, comb. nov. Neotip je određen za Chlorogalum parviflorum S.Wats.

## Vrste
1. Hooveria parviflora (S.Watson) D.W.Taylor & D.J.Keil
2. Hooveria purpurea (Brandegee) D.W.Taylor & D.J.Keil